# ICTV Серіали
«ICTV Серіали» (англ. International Commercial TeleVision Серіали — «Міжнародна комерційна телерадіокомпанія») — український фільмовий FAST-телеканал, який мовить виключно в OTT-платформах. Входить до медіаконгломерату «Starlight Media».

## Історія
25 січня 2024 року Національна рада України з питань телебачення і радіомовлення зареєструвала новий телеканал за технологією мовлення OTT/IPTV. Тематика каналу — Фільмовий.
Мовлення телеканалу розпочалося 20 квітня 2024 року.

## Серіали
- В полоні у перевертня
- Виклик
- Виходьте без дзвінка
- Відділ 44
- Володимирська, 15
- Гарячий
- Доброволець
- Козаки. Абсолютно брехлива історія
- Коп з минулого
- Морська поліція. Чорноморськ
- На трьох
- Подвійні ставки
- Розтин покаже
- Слідаки
- Табун
- Топтун
- Штурм